# Ogdensburg (Nova Jersey)
Ogdensburg és una població dels Estats Units a l'estat de Nova Jersey. Segons el cens del 2008 tenia 2.545 habitants.

## Demografia
Segons el cens del 2000, Ogdensburg tenia 2.638 habitants, 881 habitatges, i 704 famílies. La densitat de població era de 446,7 habitants/km².
Dels 881 habitatges en un 43% hi vivien nens de menys de 18 anys, en un 66,6% hi vivien parelles casades, en un 9,3% dones solteres, i en un 20% no eren unitats familiars. En el 16,6% dels habitatges hi vivien persones soles el 5,9% de les quals corresponia a persones de 65 anys o més que vivien soles. El nombre mitjà de persones vivint en cada habitatge era de 2,99 i el nombre mitjà de persones que vivien en cada família era de 3,38.
Per edats la població es repartia de la següent manera: un 29,5% tenia menys de 18 anys, un 7,5% entre 18 i 24, un 31% entre 25 i 44, un 23,9% de 45 a 60 i un 8% 65 anys o més.
L'edat mediana era de 35 anys. Per cada 100 dones de 18 o més anys hi havia 98,9 homes.
La renda mediana per habitatge era de 60.313 $ i la renda mediana per família de 70.521 $. Els homes tenien una renda mediana de 47.350 $ mentre que les dones 35.060 $. La renda per capita de la població era de 24.305 $. Aproximadament el 4,8% de les famílies i el 5,7% de la població estaven per davall del llindar de pobresa.

## Poblacions més properes
El següent diagrama mostra les poblacions més properes.